# Trophée d'or féminin
Le Trophée d'or féminin est une course cycliste par étapes féminine française. Créé en 1997 par Rémy Pigois, il fait partie du calendrier de l'Union cycliste internationale en catégorie 2.2. Le départ et l'arrivée de la course sont situés à Saint-Amand-Montrond dans le département du Cher de 1997 à 2015.
Il se dispute généralement peu avant le Grand Prix de Plouay.

## Organisation
La course est organisée par le club Cher-VTT-Vélo-Passion dont le président est Marc Pâris. En 2016, la ville de Saint-Amand-Montrond décide de ne plus financer l'épreuve. Des financements alternatifs sont alors recherchés, mais Marc Pâris ne cache pas que la trésorerie de l'épreuve se trouve sérieusement amputée par cette décision.
L'édition 2017 est annulée.

## Palmarès
| Année | Vainqueur             | Deuxième              | Troisième            |
| ----- | --------------------- | --------------------- | -------------------- |
| 1997  | Jeannie Longo         | Heidi Van de Vijver   | Rasa Polikevičiūtė   |
| 1998  | Jolanta Polikevičiūtė | Rasa Polikevičiūtė    | Jeannie Longo        |
| 1999  | Tracey Gaudry         | Jolanta Polikevičiūtė | Alison Wright        |
| 2000  | Leontien van Moorsel  | Séverine Desbouys     | Hanka Kupfernagel    |
| 2001  | Edita Pučinskaitė     | Ioulia Martissova     | Sara Carrigan        |
| 2002  | Tatiana Stiajkina     | Emma James            | Hayley Rutherford    |
| 2003  | Olivia Gollan         | Hanka Kupfernagel     | Oenone Wood          |
| 2004  | Edita Pučinskaitė     | Alison Wright         | Valentina Polkhanova |
| 2005  | Joane Somarriba       | Edwige Pitel          | Edita Pučinskaitė    |
| 2006  | Zulfiya Zabirova      | Tatiana Stiajkina     | Monia Baccaille      |
| 2007  | Noemi Cantele         | Nicole Brändli        | Giorgia Bronzini     |
| 2008  | Emma Johansson        | Noemi Cantele         | Edwige Pitel         |
| 2009  | Diana Žiliūtė         | Monica Holler         | Pascale Jeuland      |
| 2010  | Emma Johansson        | Edita Pučinskaitė     | Eleonora Patuzzo     |
| 2011  | Tatiana Antoshina     | Charlotte Becker      | Annemiek van Vleuten |
| 2012  | Elena Cecchini        | Anna van der Breggen  | Marta Tagliaferro    |
| 2013  | Marianne Vos          | Anna van der Breggen  | Lucinda Brand        |
| 2014  | Elisa Longo Borghini  | Elena Berlato         | Ann-Sophie Duyck     |
| 2015  | Rachel Neylan         | Edwige Pitel          | Carlee Taylor        |
| 2016  | Élise Delzenne        | Claudia Lichtenberg   | Daiva Tušlaitė       |

## Anecdotes
En 2008, Giorgia Bronzini gagne les quatre premières étapes de la course. Elle perd cependant le maillot de leader lors de la cinquième étape sur crevaison.